# Sualti Taarruz
De Sualti Taarruz (SAT) (Turks: Sualtı Taarruz - onderwateraanval) is een van de twee speciale eenheden van de Turkse marine. De andere is de Sualti Savunma (onderwaterverdediging), afgekort tot SAS. De taken van de SAT zijn onder meer het inwinnen van militaire inlichtingen, amfibische aanvallen, contra-terrorisme en VIP-bescherming.
De eerste SAS- en SAT-eenheden werden opgericht in İskenderun, na een gezamenlijke training met de US Navy SEALs. De oorspronkelijke naam van de SAT-eenheid was Sualtı Komando (SAK). In 1974 namen de SAS- en SAT-commando's deel aan de Turkse invasie van Cyprus, die uiteindelijk eindigde met een overwinning voor de Turken.